# Gończy niemiecki
Gończy niemiecki – jedna z ras psów, należąca do grupy psów gończych, posokowców i ras pokrewnych, zaklasyfikowana do sekcji psów gończych, w podsekcji małych psów gończych. Podlega próbom pracy.

## Ogólna charakterystyka
Niemiecki gończy jest rasą psa wyhodowaną do polowań na drobną zwierzynę, taką jak np. zające. Wzorzec został opracowany i ogłoszony w 1995 roku, pomimo tego, że rasa posiada swoją wcześniejszą historię.
Gończego niemieckiego charakteryzuje spokój, zrównoważenie oraz zapał do pracy na zróżnicowanym terenie łowieckim.
Sylwetka tego gończego jest proporcjonalna, o głowie długiej i suchej, stopie
słabo zaznaczonym. Uszy są obwisłe, długie i płasko przylegające. Ogon jest długi i szblasto wywinięty.
Szata posiada włos krótki, przylegający i zwarty.
Umaszczenie może być:
- płowe
- płowe z czarnym nalotem
- płowe z czarnym lub ciemnoszarym czaprakiem.

Białe znaczenia występują na czole, grzbiecie nosa, piersiach, łapach oraz końcówce ogona.